# Palazzo del Collegio Puteano

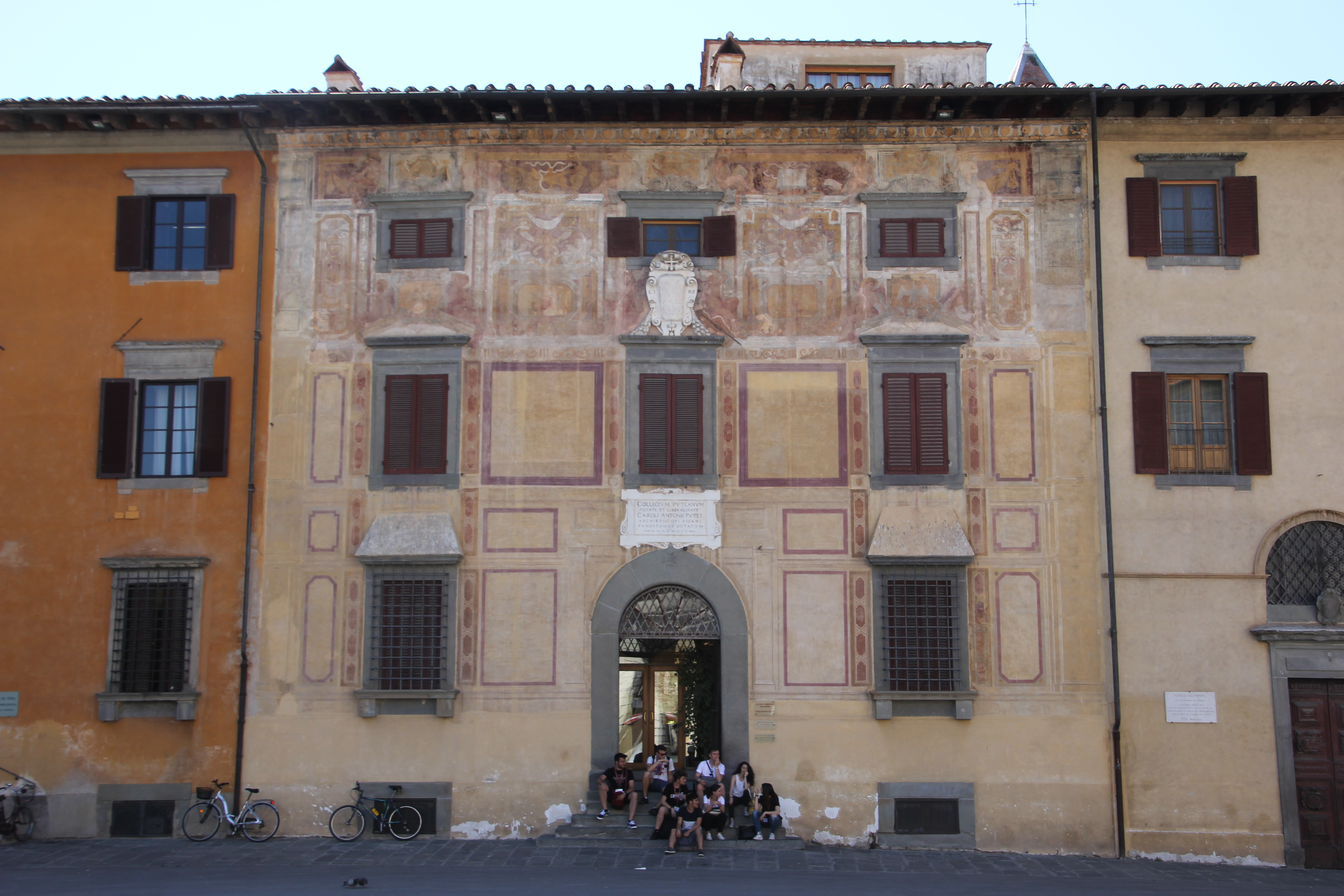
Fachada do Palazzo del Collegio Puteano ao lado da Igreja de São Roque.

O Palazzo del Collegio Puteano é um palácio situado na Piazza dei Cavalieri, em Pisa, na Itália.

## História e Arquitectura
O palácio, adjacente à Igreja de São Roque, foi edificado nas formas actuais entre 1594 e 1598, unindo um grupo de casas mais antigas.
Em 1605, foi concedido em arrendamento perpétuo à Ordem dos Cavaleiros de Santo Estevão, para hospedar estudantes piemonteses do Studio Pisano, segundo um desejo do Arcebispo Carlo Antonio Dal Pozzo (do qual deriva o nome de Puteano).
A fachada foi decorada com afrescos alegóricos, entre 1608 e 1609, por obra de Giovanni Stefano Marucelli. Depois da supressão da Ordem, o colégio permaneceu aberto até 1925. Pouco depois, em 1930, a Escola Normal de Pisa fazia reabrir o edifício como Casa do Estudante da prestigiosa Universidade com sede no vizinho Palazzo della Carovana, funções que mantém até à atualidade.
Numa placa existente na fachada pode ler-se a seguinte frase em latim:
Collegium Puteanum pietate et liberalitate Caroli Antoni Putei archiepiscopi pisani fundatum et dotatum Anno MDCV